# Horia Sima

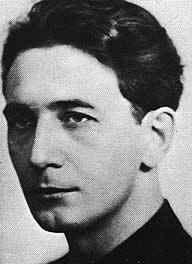
Horia Sima, 1940

Horia Sima (* 3. Juli 1906 in Mândra, Siebenbürgen, Österreich-Ungarn; † 25. Mai 1993 in Madrid, Spanien) war ein rumänischer Politiker. Er war ab 1938 der Führer der faschistischen und antisemitischen Eisernen Garde in Rumänien. Von Juli bis September 1940 war er Minister für Kultur und Kulte in der Regierung unter Ion Gigurtu. Nach der erzwungenen Abdankung von König Carol II. errichtete Sima gemeinsam mit General Ion Antonescu die Diktatur des sogenannten „Nationallegionären Staates“, in der Sima von September 1940 bis Januar 1941 als Vizepremier fungierte.
Während ihrer kurzen Regierungsbeteiligung führte die Eiserne Garde unter Führung Simas in Rumänien eine Vielzahl politischer Morde und antijüdischer Pogrome durch. Nach der Niederschlagung des Januaraufstandes 1941 floh Sima ins Exil nach Deutschland, wo er von Dezember 1944 bis Mai 1945 Ministerpräsident einer pronazistischen rumänischen Schattenregierung wurde.

## Herkunft und Jugend
1926 bis 1932 studierte Horia Sima Literatur und Philosophie an der Universität Bukarest. Danach arbeitete er als Lehrer für Logik und Philosophie an einer weiterführenden Schule. Im Oktober 1927 trat er der neu gegründeten Eisernen Garde bei und wurde für das Banat verantwortlich.

## Aufstieg in der Eisernen Garde
Nach der Verhaftung des Gründers der Eisernen Garde, Corneliu Zelea Codreanu, übernahm Sima ihre Führung. In der Folgezeit – im November 1938 – wurden auf Befehl der Regierung mehrere inhaftierte Mitglieder der Eisernen Garde, darunter auch Codreanu, ermordet. Im Frühjahr 1939 floh Sima zuerst nach Jugoslawien, dann ins Deutsche Reich. Aus Rache für die Hinrichtungen vom November 1938 verübten einige Mitglieder der Eisernen Garde auf Simas Veranlassung am 21. September 1939 einen Mordanschlag auf den rumänischen Premierminister Armand Călinescu.
Nach der Rückkehr aus dem Exil trat Sima am 28. Juni 1940 zunächst als Staatssekretär des Bildungsministers dem Kabinett Gheorghe Tătărescu bei, dann ab 4. Juli 1940, zusammen mit zwei anderen Mitgliedern der Eisernen Garde, als Minister für Religion und Kunst dem Kabinett von Ion Gigurtu, gab aber schon vier Tage später auf. Im September 1940 dankte König Karl II. ab und die Eiserne Garde ging eine Allianz mit dem General Ion Antonescu ein. Daraufhin wurde Sima Vize-Premier und Führer der Nationalen Legion (rumänisch Statul Național-Legionar). Ab 1940 arbeitete er verstärkt mit dem Dritten Reich zusammen. Eine Welle des Fremdenhasses und des Antisemitismus überschwemmte Rumänien. Als Regierungsmitglied initiierte Sima eine Serie brutaler Pogrome und Anschläge gegen Juden und oppositionelle Politiker. Im Januar 1941, während der „Rebellion der Nationalen Legion“ und der Bukarester Pogrome, stellte Ion Antonescu Adolf Hitler vor die Wahl zwischen dem kriegsbereiten Flügel der rumänischen Regierung und der Eisernen Garde. Hitler entschied sich, Antonescu zu unterstützen, die Garde wurde entmachtet.

## Im Exil
Der gestürzte Sima wurde zusammen mit anderen Mitgliedern der Eisernen Garde im Erholungsheim von Berkenbrück bei Berlin festgehalten. Am 16. Dezember 1942 floh er von dort nach Italien. Hitler war verstimmt, weil dies zu einer ernsten Belastung der Beziehungen mit der rumänischen Regierung führen konnte. Der erboste „Führer“ verbot Heinrich Himmler bis zur Wiederergreifung Simas das Führerhauptquartier zu betreten. Auf Anweisung des Ministers Galeazzo Ciano wurde Sima alsbald nach Deutschland ausgewiesen. Dort wurde er 1943 als „Ehrenhäftling“ in einem Sondertrakt des KZ Buchenwald untergebracht. In der Zwischenzeit wurde er von Mitgliedern der rumänischen Regierung in Abwesenheit zum Tode verurteilt.
Während seiner Internierung wurde Sima mit Dissidenten innerhalb der Eisernen Garde konfrontiert, was zu Spaltungstendenzen innerhalb derselben führte.
Im August 1944, als Rumänien im Zweiten Weltkrieg die Seiten wechselte und mit den Alliierten zusammenarbeitete, wurde Sima entlassen. Unter seiner Führung sollte im Wiener Exil eine rumänische Nazi-Marionettenregierung gebildet werden, die in den noch nicht von der Sowjetunion besetzen Teilen Rumäniens aktiv werden sollte. Dieser Plan wurde wegen des raschen Vormarsches der sowjetischen Truppen aufgegeben. Als die Rote Armee immer näher rückte, floh er unter dem Pseudonym Josef Weber. Von nun an lebte er in Italien, in Paris und in Spanien unter General Franco. 1946 wurde er in Rumänien zum wiederholten Mal zum Tode verurteilt. In derselben Zeit wurde durch seine Aktivitäten in Deutschland und Rumänien die Kriminalpolizei auf ihn aufmerksam. Auch im Exil betätigte sich Sima weiterhin antikommunistisch. Er behielt einen erheblichen Einfluss auf die (antikommunistische) rumänische Diaspora.
Er wurde Seite an Seite mit seiner Frau Elvira Sima in Torredembarra nahe Barcelona beerdigt.